# Sojitz
Sojitz Corporation (яп. 双日株式会社) — японська торгова компанія зі штаб-квартирою в Токіо.
Працює в багатьох галузях промисловості, включаючи будівництво, лісове господарство, пластмаси, хімікати, гірничодобувній промисловості, нафтопромисловості, текстилі, і міжнародній торгівлі. Sojitz також бере участь в СП з іноземними компаніями в Японії.